# Horseshoe Bend (Arizona)
Pour les articles homonymes, voir Horseshoe et Horseshoe Bend.

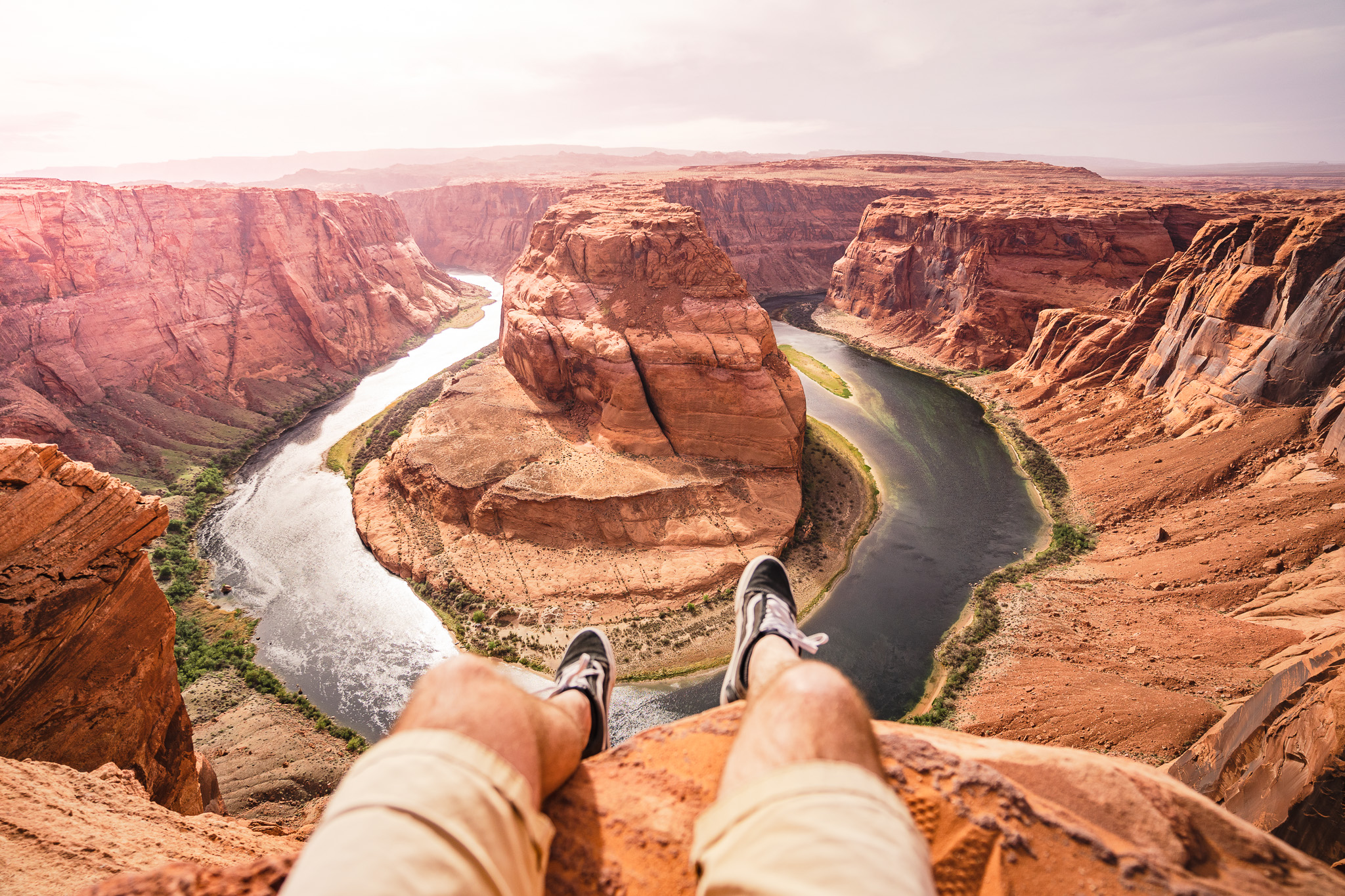
Point de vue classique

Le Horseshoe Bend (« la courbe du fer à cheval ») est le nom d'un méandre du fleuve Colorado situé à 6 km au sud de la ville de Page en Arizona et correspondant à un ancien plateau érodé.
Ce site, peu connu avant les années 2010, a vu sa popularité exploser à travers les réseaux sociaux tel qu'Instagram, obligeant les autorités à l'aménager pour pouvoir recevoir annuellement plus d'1,5 million de touristes.

## Localisation et accès
Le méandre se trouve un peu en aval du barrage de Glen Canyon et du lac Powell. Un point de vue situé sur la route 89 permet d'avoir une bonne vue d'ensemble du méandre.

## Tourisme

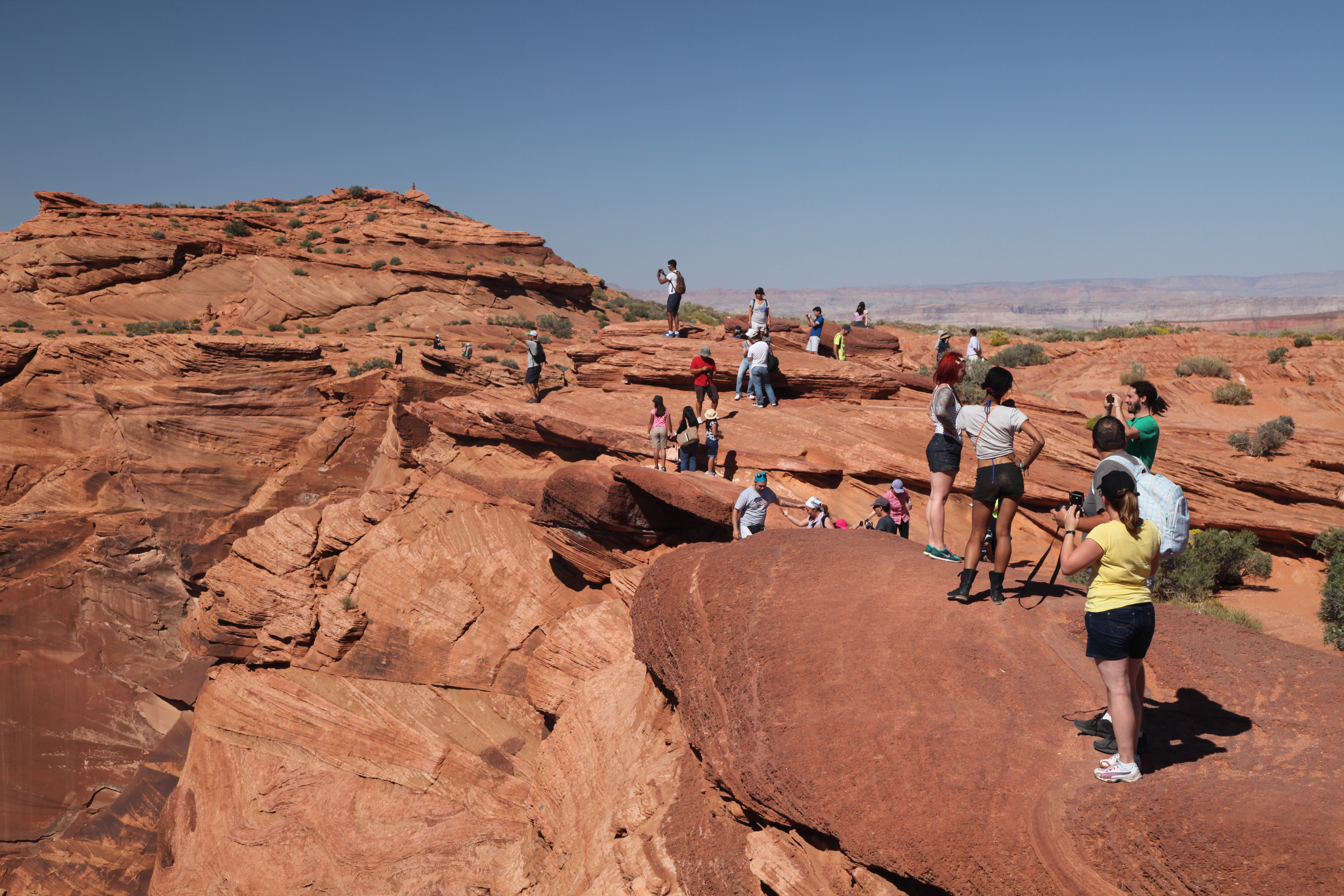
Touristes visitant Horseshoe Bend en 2013.

De quelques milliers de visiteurs par an avant 2013, les employés du Glen Canyon National Recreation Area ont noté une explosion du nombre de visiteurs en 2015 et début 2016. En 2017, la première année où la fréquentation des visiteurs est officiellement mesurée, le site accueille 1,7 million de visiteurs. Le nombre est estimé à deux millions pour 2018.
L'afflux soudain des touristes est souvent relié à l'utilisation massive des médias sociaux tels que Facebook et surtout Instagram,.

## Infrastructures
L'augmentation importante du nombre de visiteurs a forcé les services du Parc National et la ville de Page à investir régulièrement dans l'extension du parking. Malgré ces travaux successifs, la capacité d'accueil n'était pas suffisante.
En raison de l'augmentation du nombre de visiteurs, le Parc National et la ville de Page ont entrepris une série de travaux pour améliorer la sécurité et le confort des visiteurs. Ces travaux concernent l'installation d'une plateforme panoramique dotée d'un rail de sécurité ainsi que d'un nouveau chemin d'accès contournant la colline. Le projet est chiffré à 750 000 dollars.
En juillet 2018, la plateforme panoramique, dotée d'un rail de sécurité est ouverte, et permet l'accueil de 75 personnes à la fois. L'ouverture du nouveau chemin d'accès est prévue pour janvier 2019.
Début novembre 2018, la ville de Page commence la construction d'un nouveau parking dont l'ouverture est prévue en mars 2019. Celui-ci comptera 310 emplacements de parking, avec un potentiel de 130 places supplémentaires. Trois kiosques devraient permettre l'introduction d'un stationnement payant. Un centre d'accueil des visiteurs est également en projet pour 2019. En 2019, le parking payant est mis en place.

## Sécurité et accidents
Les accidents et chutes au Horseshoe Bend sont rares. Néanmoins, en juillet 2010, un touriste grec est mort à la suite d'une chute. Le 6 mai 2018, un homme tombe du bord de la falaise et fait une chute mortelle de 240 mètres. Le 27 décembre 2018, une jeune fille de 14 ans trouve la mort après une chute de plus de 200 mètres.
La chaleur estivale est également un danger, certains visiteurs ne prenant pas assez ou pas d'eau pour la courte randonnée donnant accès au point de vue, et se retrouvent à appeler le 911.
L'augmentation soudaine du nombre de visiteurs s'est reflétée sur le nombre d'appels d'urgence. Alors qu'aucun appel n'a été enregistré en 2012 et 2013, 7 sont comptabilisés en 2014, 17 en 2015 et 56 en 2016. Après l'installation de panneaux rappelant aux visiteurs de bien s'équiper et d'emporter suffisamment d'eau, le nombre d'appel a diminué à 28 en 2017.